# 新井氏
新井氏（あらいし）は、高句麗王族と高句麗国の人を祖先とする渡来系氏族である。儒学者で正徳の治の儒学政治家の新井白石で有名な家系である。